# 所有血肉必須被食盡
所有血肉必須被食盡（英語：All Flesh Must Be Eaten，簡稱AFMBE）是Eden工作室出版的一個桌上角色扮演遊戲系列，屬於倖存恐怖(survival horror)類型。這個系列最大的賣點就是各式各樣的喪屍以及喪屍片、小說中的各種要素，主要就是標準B級片的走向。遊戲並沒有限定在特定的世界舞台，但所有相關的世界設定都是跟喪屍相關，所有的世界觀都以玩家角色如何在喪屍的包圍下活下去做為設定考量，是除了喪屍外就非常自由的遊戲風格。在核心規則書(core rule book)中講解了玩家角色的創造、喪屍的創造和世界觀的設定以及unisystem的判定，喜歡惡靈古堡、活死人之夜的玩家可以輕易的了解這一系列的風格。

## 玩家角色
分成常人、生存者以及被啟示者。
1. 常人:就是跟一般人差不多的角色，基本上一般市民對喪屍有什麼反應，他們就差不多該那樣。
2. 生存者:喪屍片或遊戲裡的主角類型，能活到最後一刻的通常是這種類型。
3. 被啟示者:跟形而上世界有密切聯繫的類型，使用法術或驅邪是他們的專利。

## 喪屍
書中設定了各式各樣不同的喪屍，從最標準的伏都教喪屍，到被外星生物附體的活屍都有，
還有各式各樣的喪屍生態。

## 世界
不論古今中外甚至另一個次元，
奇幻科幻皆可，善用這系列的規則書，很容易就可以造出B級片風的世界充斥著數不盡的喪屍，所有的共同點就是喪屍帶來的恐懼和絕望感，不管是要找出幕後的黑手或是單純的活下去對於玩家都是極具挑戰性的。

## 外部連結
- AFMBE官網 （页面存档备份，存于）